# Sint-Andrieskapel (Maastricht)

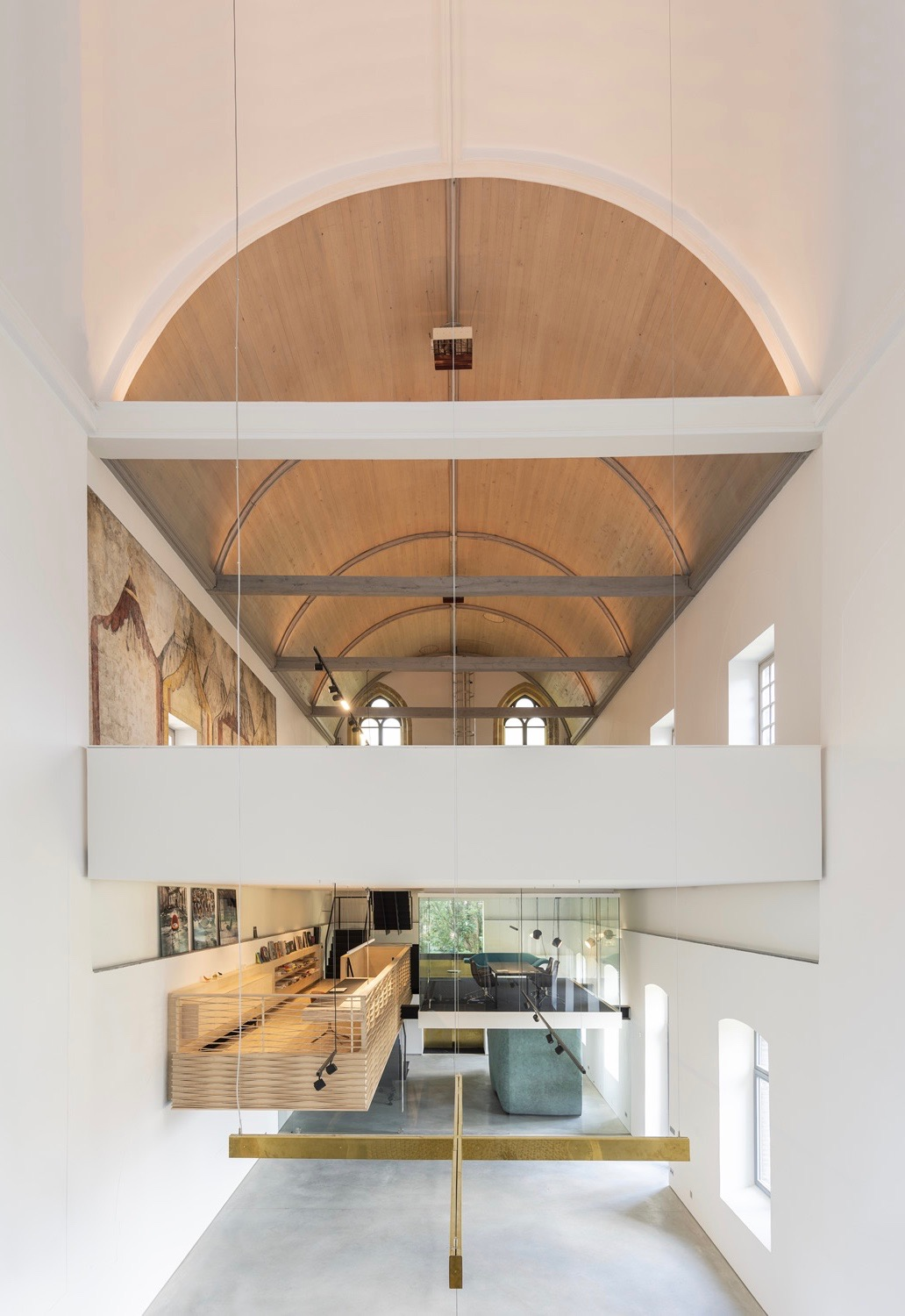
Het interieur van de Andrieskapel na de herbestemming en restauratie (2019)

De Sint-Andrieskapel, ook Andrieskapel, is een voormalige kloosterkapel in de Nederlandse stad Maastricht. De gotische kapel uit circa 1435 was onderdeel van het in 1796 opgeheven Sint-Andriesklooster, een klooster voor vrouwelijke religieuzen. Vanaf circa 1950 is de Sint-Andrieskapel niet langer in gebruik als kerk en vervult het gebouw diverse andere (culturele) functies. Sinds 1966 is de kapel een rijksmonument.

## Ligging
De voormalige kloosterkapel ligt aan de Andriespoort 11 (voorheen Achter de Barakken 31) in het noordelijke deel van het Statenkwartier, de bakermat van de industriële ontwikkeling van Maastricht. Ze ligt aan de zuidzijde van het voormalige fabrieksterrein van de Koninklijke Sphinx, een gebied dat na de overplaatsing van de fabriek naar het industrieterrein Beatrixhaven in 2007 (en de sluiting kort daarna) herontwikkeld wordt als woon- en cultuurwijk onder de naam Sphinxkwartier (aanvankelijk genaamd Belvédère Binnensingel; zie ook Plan Belvédère). In 2019 is het Sphinxkwartier aangewezen als zogenaamd ankerpunt van de Europese Route voor Industrieel Erfgoed.
Het gebied rondom de Sint-Andrieskapel kreeg begin 21e eeuw voornamelijk een woonfunctie. De naamgeving van de nieuwe straten, waaronder de Andriespoort, dateert uit 2008. De naam suggereert dat er ooit een poort is geweest met die naam, wat niet het geval is. Het verwijst naar de poortfunctie die de straat heeft in de gesloten fabrieksmuur van De Sphinx.

## Geschiedenis
ca. 1435 - ca. 1940: Voornamelijk religieuze functie.
1950 - 1982: Na de Tweede Wereldoorlog raakte de kapel steeds meer in verval. Vanaf 1950 werd deze alleen nog maar gebruikt als atelierruimte. Charles Eyck maakte er onder andere het gipsmodel voor het bevrijdingsmonument (1951) op het Koningsplein. Ook kunstenaars Piet Killaars en Frans Gast gebruikten de kapel als atelier tot omstreeks 1957. In dat jaar werd er een sloopvergunning afgegeven als gevolg van de slechte bouwkundige staat. De kapel werd van de sloop gered door onder anderen prof. J.J.M. Timmers, die zich inspande voor het behoud en restauratie van het laatgotische bouwwerk. Dit resulteerde in de opname van de kapel in het rijksmonumentenregister in 1966, waarmee de sloop definitief van de baan was.
1982 - 2016: In 1982 werd gestart met een ingrijpende restauratie van de kapel. Daarbij werd het voormalige gebedshuis geschikt gemaakt als archiefopslagplaats van de nieuwe gebruiker, het Sociaal Historisch Centrum Limburg (SHCL). De restauratie betrof het repareren van de mergelmuren, inclusief de steunberen, de eikenhouten kapconstructie, het vervangen van het pannendak door een leien dak, het herstellen van het binnenstucwerk met behoud van de aanwezige wandschilderingen, en het houten tongewelf. De ramen en deuren op de begane grond werden allemaal dichtgemetseld ten behoeve van "de dichte doos" die het SHCL voor ogen had ten behoeve van de archieffunctie. Alleen de kleine deur achter de voormalige sacristie en de rode deur in de zuidgevel bleven bewaard als toegangsdeuren. De archieffunctie bleef in stand tot begin 2016, toen het archief verhuisde naar de commandantswoning bij het Oude Minderbroedersklooster, waar het faciliteiten deelt met het Regionaal Historisch Centrum Limburg (RHCL).

## Herbestemming, restauratie en Victor de Stuersprijs
In 2017 werd de kapel gekocht door René Holten, een Nederlandse industrieel vormgever. De kapel kreeg een nieuwe gemengde bestemming: atelier, galerie en wonen. Behalve de interne verbouwing heeft architect en opdrachtgever/eigenaar er in overleg met de Rijksdienst voor Cultureel Erfgoed en de monumentencommissie van de Gemeente Maastricht, ervoor geijverd om de restauratie uit 1984 af te maken, in de zin dat de 6 ramen aan de noordzijde (tuinkant) weer in de originele vorm en detaillering werden terug geplaatst.
Behalve de restauratie werd de kapel aan de binnenzijde verbouwd ten behoeve van de herbestemming. Voorafgaand aan het ontwerp heeft een zorgvuldige analyse plaats gevonden op basis van het bouwhistorisch onderzoek door BURO4 en de bestaande uitgave van de historische reeks, Maastricht Silhouet nr.16. Daaruit bleek dat de kapel een zogenaamde dubbelkapel is geweest waarbij een tussenvloer was aangebracht gedragen door gotische kruisribgewelven. De aanzet van deze gewelven is bij de restauratie in 1985 zichtbaar gemaakt in het stucwerk. Dit belangrijk historisch gegeven maakte het mogelijk om op legitieme wijze een tussenvloer in de kapel aan te brengen welke noodzakelijk was om het nieuwe programma te kunnen realiseren.
De oorspronkelijke tussenvloer werd waarschijnlijk in de 15e eeuw geplaatst om de eucharistieviering in de kloosterkerk toegankelijk te maken voor iedereen, zonder de privacy van de religieuzen aan te tasten. Dit betekende in de praktijk dat de zusters via een binnendeur vanuit het klooster ongezien de bovenverdieping van de kapel konden bereiken. Op die manier konden zij de dienst bijwonen zonder visueel contact met de gelovigen op de begane grond. Bij de restauratie in 2018 werd als eerste een nieuwe tussenvloer teruggeplaatst, min of meer op dezelfde plaats, echter ca. 60 cm hoger, om ruimte te scheppen voor een extra architectonische tussenlaag. Alle overige programmaonderdelen van de verbouwing – het "hangende" kantoor, de vergaderruimte en het sanitaire blok – zijn als losse elementen in afwijkende, moderne materialen aangebracht: het kantoor in filigraan essenhouten vlechtwerk, de “skybox” volledig in glas en het sanitair samengebracht in een blok voorzien van een koperoxide huid. Veel van de nieuwe interieurelementen werden door René Holten en Daniëlle Colson ontworpen en uitgevoerd. De historische kapel omsluit als een stolp de nieuwe elementen, die reversibel zijn en zodanig vormgegeven dat ze los zijn gehouden van het bestaande casco ("box in box"), waardoor ze als het ware lijken te zweven in de ruimte. In de noordgevel zijn de 19e-eeuwse raamopeningen voorzien van nieuwe kozijnen, die een abstracte vertaling zijn van de oorspronkelijke kozijnen. De nieuwe entreedeur (axiaal gepositioneerd in de westgevel) werd in eigen beheer vervaardigd en is geïnspireerd op de vormgeving van historische kerkdeuren. De deur heeft een eigentijdse maar monumentale uitstraling door het toepassen van messing, de ritmiek van de bouten en de handgreep met andreaskruismotief.
De restauratie en verbouwing was een samenwerkingsproject van René Holten (ontwerper) en architect Jos Nijssen en werd in 2019 bekroond met de Victor de Stuersprijs, de 2-jaarlijkse architectuurprijs van de Gemeente Maastricht.
| Renovatiewerkzaamheden aan de Andrieskapel te Maastricht | Renovatiewerkzaamheden aan de Andrieskapel te Maastricht | Geplaatste draagbalken voor de zwevende elementen in de Andrieskapel te Maastricht | Herstel van mergelblokken aan de entree van de Andrieskapel te Maastricht |
| -------------------------------------------------------- | -------------------------------------------------------- | ---------------------------------------------------------------------------------- | ------------------------------------------------------------------------- |

## Culturele functie
Door de ligging in het Sphinxkwartier, de nieuwe cultuurwijk van Maastricht, lag een culturele functie voor de kapel voor de hand. De gerestaureerde en heringerichte Andrieskapel (het prefix 'Sint-' wordt sinds 2019 niet meer gebruikt) functioneert als expositieruimte van eigen werk van Holten en wordt daarnaast incidenteel verhuurd voor exposities van kunst en design, lezingen en andere evenementen. Zo vond er in maart 2020 een internationale kunstexpositie plaats in het kader van de TEFAF.

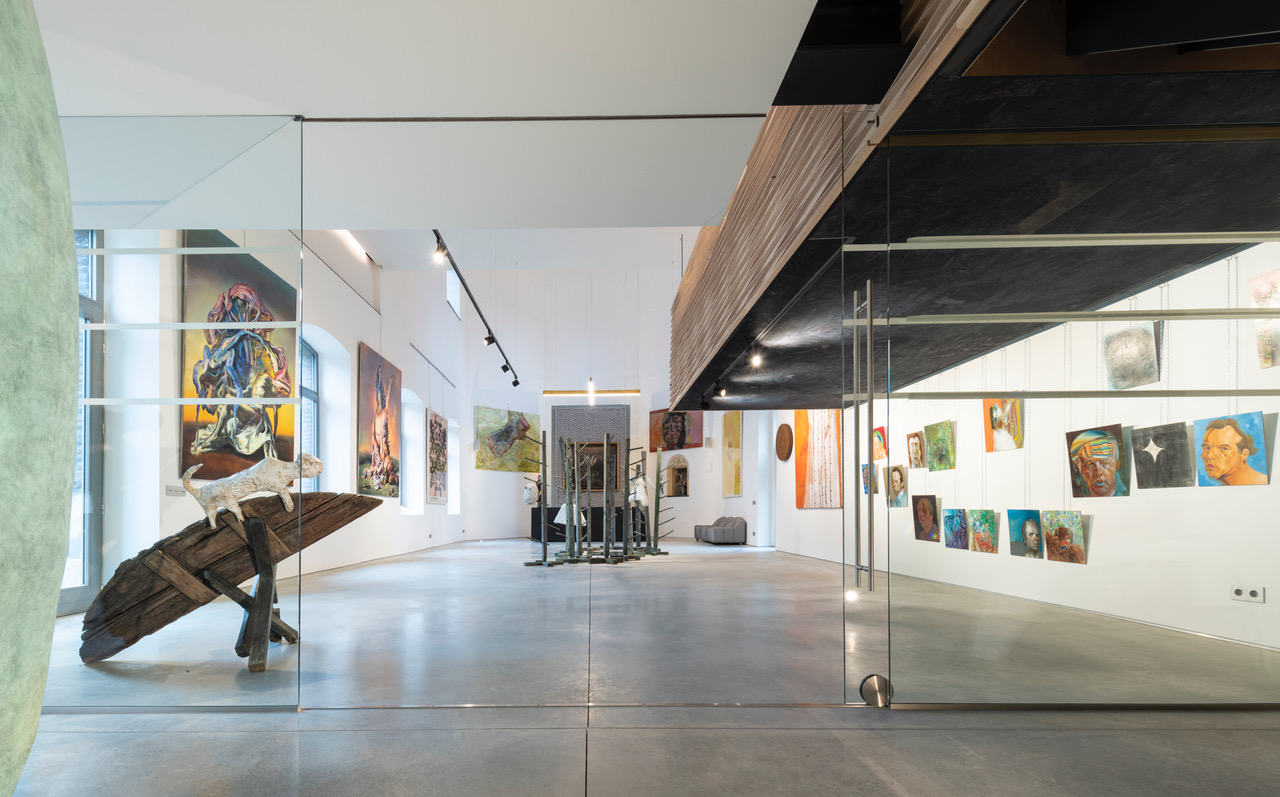
Interieur van de Andrieskapel tijdens TEFAF 2020 met expositie van de Londense galeriehouder E. von Baeyer